# Charaxes flavus
Charaxes flavus är en fjärilsart som beskrevs av Percy I. Lathy 1925. Charaxes flavus ingår i släktet Charaxes och familjen praktfjärilar. Inga underarter finns listade i Catalogue of Life.